# Estywacja
Estywacja (łac. aestivatio), sen letni – diapauza letnia, występujące u niektórych zwierząt w lecie spowolnienie procesów życiowych o charakterze przystosowawczym, zwiększające tolerancję organizmów wobec niesprzyjających warunków środowiskowych. W stanie estywacji następuje zanik aktywności i obniżenie metabolizmu, ułatwiające zwierzętom przetrwanie okresu niedoboru wody lub pokarmu. Do zwierząt zapadających w sen letni należy większość gatunków pustynnych i stepowych oraz wiele gatunków zasiedlających regiony klimatu tropikalnego.
Zimowym odpowiednikiem estywacji jest hibernacja. Pomiędzy estywacją a hibernacją nie zdefiniowano wyraźnej różnicy fizjologicznej.